# آلفرد وردن
آلفرد وردن (به انگلیسی: Alfred Merrill Worden) (زاده ۷ فوریه ۱۹۳۲ – درگذشته ۱۸ مارس ۲۰۲۰) فضانورد اهل ایالات متحده آمریکا بود. وی در ۷ فوریهٔ ۱۹۳۲ میلادی در جکسون، میشیگان زاده شد. وی در مأموریت آپولو ۱۵ حضور داشته‌است.